# Rullelag
Rullelag (også kaldet margarinelag) er et fagord inden for bagerfaget og henfører til antallet af dej-fedtstof lag, der findes i wienerdej (f.eks. i wienerbrød) og butterdej (f.eks. i tarteletter). I modsætning til brød hvor gær er en essentiel ingrediens, henfører rullelag til en alternativ måde at "hæve" dejen på.

## Kort om rullelag
Igennem artiklen vil navnet "vådt gær" gå igen. Her hentydes der til den type gær, som fås i små 50 gram blokke.

### Kemi
Rullelagene bruges i hvad der kaldes en fysisk hævning. Denne måde at hæve en dej på involverer, at man benytter damp skabt ved afbagning (og derved opvarmning til kogepunkt for væsker i dejen) fanget inde i dejen, som den komponent der primært eller udelukkende skal hæve dejen og skabe luftlommer. Til sammenligning med vådt gær i franskbrød, som lever af nærringen (vand og kulhydrater) i dejen og som affaldsstof producerer kuldioxid, hvilket skaber luftlommerne.

### Fremgangsmåde
Ved fremstillingen af f.eks. wienerdej æltes dejen, imens en portion fedtstof (oftest margarine hos bagere) som vejer ca. halvt så meget, som den skal rulles sammen med, afvejes.
Dejen flades ud for at gøre plads til fedtstoffet, som placeres i midten af dejen og derefter foldes ind i dejen, som en konvolut.
Selve rullelagene skabes nu ved, at dejen (som omfavner og tildækker fedtstoffet) rulles ud og foldes. F.eks. rulles dejen aflang og foldes, så den ligger i tre lag. Processen gentages tre gange, hvilket giver 27 rullelag totalt. Det typiske antal lag for en wienerdej.
Dvs. 3×3×3 = 27 rullelag. Resultatet af at rulle dejen ud og folde den i tre lag, tre gange.
Hos bagere kaldet 3×3 for lettere at videregive informationen om de ønskede lag.
I tilfælde af butterdej, som f.eks. bruges til tarteletter, bruges ingen gær. I stedet rulles dejen 2×3 2×4 (i bagersprog), oversat til at dejen rulles og foldes i 3 lag, derefter 4 lag, 3 lag igen og endnu en gang 4 lag. Dvs. 3×4×3×4 = 144 lag. De tætte lag og den store mængde fedtstof (deraf navnet "butter"dej. Engelsk: "smør"dej) tillader at dejen kan hæve udelukkende via en fysisk hævning.

### Fordele
- Ved denne fremgangsmåde, når en dej skal hæve, findes i at man sparer gær, da det er væsken i dejen, som enten udelukkende eller delvist står for hævningen.
- Rullelagene giver som en "fysisk hævelse" mere kontrolleret hævelse end de alternative hæveteknikker. Det sker, fordi gær (både tørgær og vådt gær) også hæver sidelæns, da tyngdekraften trækker mere, end hvad kuldioxiden kan modarbejde med dejen omkring den. Derfor vil dejen flade mere ud, end den hæver opad. Derimod vil en fysisk hævelse stige til vejrs, grundet dampens natur som forudsigeligt vil bevæge sig opad, da den kun vil bevæge sig sidelæns, hvis fedtstoffet (og derved væsken i det) ikke er tilstrækkeligt pakket ind i dejen.
- Som en mere æstetisk fordel bliver hævelsen mere "jævn" og lige over hele det færdigbagte produkt, hvorimod specielt vådt gær kan give store luftlommer (også kaldet poring i fagsprog) og en ujævn overflade.
- Hvis man ikke bryder sig om "gærsmagen", eller at spise gærens affaldsstoffer, som findes i franskbrød med vådt gær som hævemiddel, kan man med fordel benytte en fysisk hævelse.

## Alternativer
Alternativer til den fysiske hævning ved hjælp af rullelag er kemisk hævelse og biologisk hævelse.

### Kemisk hævelse
En kemisk hævelse sker ved brug af f.eks. bagepulver eller natron. Navnet hentyder til det kemisk fremstillet hævemiddel, som bruges i dejen (eller massen).
Forskellen fra de andre potentielle hæveteknikker, er en mere omgående hævning i dejen, i modsætning til gær som er en længere proces.. Kemiske hævemidler kan derfor med fordel bruges for at spare tid, samt muligheden for længere holdbarhed når sammenlignet med gær.

### Biologisk hævelse
(Se også: gær)
En biologisk hævning hentyder til brugen af et biologisk produkt som hævemiddel. I tilfældet af vådt gær, findes biologien i de levende mikroorganismer i gæren, som med fordel kan udnyttes med viden om mikroorganismerne og enzymerne i dejens ingredienser med henhold til deres livsbetingelser. Fordelen ved en biologisk hævelse er, at de processer som sker ved hævelsen, efterlader en markant smag, som eventuelt kunne ønskes.

### Links
- Guide til rullelag Arkiveret 22. december 2010 hos  Wayback Machine
- Historien om rullede deje Arkiveret 22. december 2010 hos  Wayback Machine

### Bøger
- Preben Rokamp, Rullede deje, Erhvervsskolernes Forlag, 1996, ISBN 8775105357. Dansk bog til undervisning for bagere.